# Три наброска к портрету Генриетты Мораес
«Три наброска к портрету Генриетты Мораес» (англ. Three Studies for a Portrait of Henrietta Moraes) — триптих британского художника-фигуративиста Фрэнсиса Бэкона, написанный маслом на холсте в 1963 году. Он представляет собой один из серии портретов его друзей, которые он написал в тот период, когда его творчество становилось всё более личным. Генриетта Мораес (1933—1999) была близким другом и собутыльником Бэкона с начала 1960-х годов, став и одной из его любимых моделей. Она никогда не позировала ему лично. Вместо этого Бэкон работал либо по памяти, либо чаще по фотографиям, сделанным его другом Джоном Дикином.
Сравнивая работу Бэкона с автопортретом Джорджоне, хранящимся в музее Герцога Антона Ульриха в Брансуике, искусствовед Джон Рассел писал, что «это лучшее… что можно было сказать в живописи о человеческой красоте в этот период».

## Описание
«Три этюда к портрету Генриетты Мораес» — один из самых интимных портретов Бэкона, охарактеризованный искусствоведом Джоном Расселом как портрет человека, известного художнику «настолько близко, насколько один человек может знать другого». Триптих ни в коей мере не представляет собой повествование, которое следует читать слева направо. Бэкон стремился запечатлеть различные аспекты её внешности и показать её, как он сам выразился, в «самом элементарном состоянии».
На каждой из частей триптиха написано сильно обрезанное изображение головы Мораес, которое заполняет каждый из небольших холстов. При этом фоном служат небольшие участки плоской чёрной краски. Её лицо в разной степени искажено на каждом из них. Подобная техника напоминает некоторые из женских портретов Пикассо его позднего периода. Искажения лица на этом триптихе в целом соответствуют стандартам портретов Бэконов конца 1960-х и начала 1970-х годов, в которых лица некоторых моделей и вовсе полностью исчезают, будучи заменёнными на глазницы или широкие мазки краски, изображающие впадины в скулах или челюстные кости. В соответствии с этим подходом некоторые черты Мораес написаны с повышенной интенсивностью, а другие «стёрты».
Эта относительная сдержанность добавляет величественности этой работе. Бэкон не стремился передать через свои искажения или хроматические завитки (часто наносимые кистью с полотенцем), как это часто объясняют, необоснованные вспышки насилия или отчаяния, скорее они должны были свидетельствовать о влиянии времени, возраста и жизни на физические черты его модели. В этих работах один глаз Мораес увеличен и направлен прямо на зрителя, а остальная часть её лица растворяется в хаосе. Историк искусства Лоуренс Гоулинг характеризует картину как попытку запечатлеть его «красочную фантазию» (англ. pigment-figment) о своих близких друзьях. Хотя использование таких инструментов, как полотенца, для нанесения широких мазков краски было рискованным и указывало на авантюризм его личности, Бэкон следовал своим живописным навыкам, накопленным за более чем 25 лет работы художником.